# Список умерших в 990 году

## Февраль
- 13 февраля — Этельгар, 26-й архиепископ Кентерберийский (988—990).

## Июнь
- Киёхара-но Мотосукэ, японский вака-поэт и аристократ.

## Ноябрь
- 12 ноября — Ибн ан-Надим, арабский литератор.

## Дата смерти неизвестна или требует уточнения
- Аббон, епископ Сента (около 980—990).
- Ален III, герцог Бретани, граф Нанта и Ванна (988—990).
- Арнульф III, граф Булони (971—990).
- Аршамбо I де Бурбон, сеньор де Бурбон с около 959.
- Дунаш бен Лабрат, раввин, поэт, писатель, филолог, лингвист и комментатор Библии, основатель старой метрики в древнееврейской поэзии (по арабскому образцу).
- Иоанн-Зосим, грузинский христианский монах, богослов, каллиграф и гимнограф[1].
- Никодим из Сиро, святой отшельник.
- Шамсуддин аль-Мукаддаси, арабский географ.
- Олиба Кабрета, граф Сердани (968—988), Конфлана (под именем Олиба III; 968—988) и Бесалу (984—988)[2].
- Ахмад ас-Сагани, арабский математик и астроном.
- Эгиль Скаллагримссон, исландский скальд[3].
- Эйвинд Погубитель Скальдов, норвежский скальд.